# Мураши (Новосибирская область)
Мураши — село в Усть-Таркском районе Новосибирской области. Входит в состав Кушаговского сельсовета.

## География
Площадь села — 51 гектаров.

## История
Основано в 1726 г. В 1928 г. состояло из 230 хозяйств, основное население — русские. Центр Мурашинского сельсовета Еланского района Омского округа Сибирского края.

## Население
| 2002 | 2007 | 2010 |
| ---- | ---- | ---- |
| 202  | ↗203 | ↘175 |

## Инфраструктура
В селе по данным на 2007 год функционируют 1 учреждение здравоохранения и 1 учреждение образования.